# Čičkajul
Čičkajul nebo Čičke-Jul (rusky Чичкаюл nebo Чичке-Юл) je řeka v Tomské oblasti v Rusku. Je 450 km dlouhá. Povodí má rozlohu 6150 km².

## Průběh toku
Protéká Čulymskou rovinou.. Ústí zprava do Čulymu (povodí Obu).

## Vodní stav
Zdrojem vody jsou převážně sněhové srážky. Průměrný průtok vody činí přibližně 28,2 m³/s. Zamrzá na konci října až v listopadu a rozmrzá v dubnu až na začátku května.

## Využití
Vodní doprava je možná do vzdálenosti 192 km od ústí.